# Aveleda (Lousada)
Aveleda é uma povoação portuguesa sede da Freguesia de Aveleda do Município de Lousada, freguesia com 3,69 km² de área e 2127 habitantes (censo de 2021), tendo, por isso, uma densidade populacional de 576,4 hab./km².

## História
A freguesia de São Salvador de Aveleda, comarca de Penafiel por Decreto nº 13.917, de 9 de julho de 1927, era abadia da apresentação da Casa de Bragança. Da diocese de Braga passou para a do Porto em 1882. Comarca eclesiástica de Amarante - 2º distrito (1907). Primeira vigararia de Lousada (1916; 1970).

## Património
- Igreja do Salvador (Aveleda)
- Ponte de Vilela

## Demografia
A população registada nos censos foi:
| Distribuição da População por Grupos Etários | Distribuição da População por Grupos Etários | Distribuição da População por Grupos Etários | Distribuição da População por Grupos Etários | Distribuição da População por Grupos Etários |
| -------------------------------------------- | -------------------------------------------- | -------------------------------------------- | -------------------------------------------- | -------------------------------------------- |
| Ano                                          | 0-14 Anos                                    | 15-24 Anos                                   | 25-64 Anos                                   | > 65 Anos                                    |
| 2001                                         | 512                                          | 333                                          | 994                                          | 113                                          |
| 2011                                         | 432                                          | 323                                          | 1154                                         | 164                                          |
| 2021                                         | 317                                          | 305                                          | 1231                                         | 274                                          |